# SummerSlam 1999
SummerSlam (1999) was een professioneel worstel-pay-per-view (PPV) evenement dat georganiseerd werd door de World Wrestling Federation (WWF, nu WWE). Het was de 12e editie van SummerSlam en vond plaats op 22 augustus 1999 in het Target Center in Minneapolis, Minnesota

## Matches
| Nr. | Match                                                                                      | Winnaar(s)               | Opmerkingen                                                                               | Bron  |
| --- | ------------------------------------------------------------------------------------------ | ------------------------ | ----------------------------------------------------------------------------------------- | ----- |
| 1   | Jeff Jarrett (met Debra) vs. D'Lo Brown (c)                                                | Jeff Jarrett (nc)        | Eén-op-één match voor het WWF Intercontinental en European Championship.                  | [ 2 ] |
| 2   | Tag team Turmoil match om Number 1 Contender te worden voor het WWF Tag Team Championship. | The Acolytes             | The Acolytes wonnen door The Holly Cousins als laatste te elimineren.                     | [ 2 ] |
| 3   | Al Snow vs. Big Boss Man (c)                                                               | Al Snow (nc)             | Hardcore match voor het WWF Hardcore Championship.                                        | [ 2 ] |
| 4   | Ivory (c) vs. Tori                                                                         | Ivory                    | Eén-op-één match voor het WWF Women's Championship.                                       | [ 2 ] |
| 5   | Ken Shamrock vs. Steve Blackman                                                            | Ken Shamrock             | Lion's Den Weapons match.                                                                 | [ 2 ] |
| 6   | Test vs. Shane McMahon                                                                     | Test                     | Greenwich Street Fight.                                                                   | [ 2 ] |
| 7   | The Unholy Alliance (Big Show & The Undertaker) (met Paul Bearer) vs. Kane & X-Pac (c)     | The Unholy Alliance (nc) | Tag Team match voor het WWF Tag Team Championship.                                        | [ 2 ] |
| 8   | The Rock vs. Billy Gunn                                                                    | The Rock                 | Kiss My Ass match.                                                                        | [ 2 ] |
| 9   | Mankind vs. Stone Cold Steve Austin (c) vs. Triple H (met Chyna)                           | Mankind (nc)             | Triple Threat match voor het WWF Championship met Jesse Ventura als Special Guest Referee | [ 2 ] |